# Bandar-e Deylam
Bandar-e Deylam (persiska: بندر ديلم, بَندَرِ دِلَم, ديلَم) är en stad i Iran.   Den ligger i provinsen Bushehr, i den centrala delen av landet, 600 km söder om huvudstaden Teheran. Bandar-e Deylam ligger 5 meter över havet och antalet invånare är 19 829. Bandar-e Deylam är administrativt centrum för delprovinsen (shahrestan) Deylam.
Terrängen runt Bandar-e Deylam är mycket platt. Havet är nära Bandar-e Deylam västerut.Runt Bandar-e Deylam är det glesbefolkat, med 15 invånare per kvadratkilometer. Bandar-e Deylam är det största samhället i trakten. Trakten runt Bandar-e Deylam är ofruktbar med lite eller ingen växtlighet.